# Rudi Rhode
Rudi Rhode (* 1957 in Münster) ist ein deutscher Kommunikationstrainer. Der Sozialwissenschaftler und ehemalige Schauspieler veröffentlichte mehrere Publikationen zu Körpersprache, Kommunikation und Konfliktmanagement.

## Leben
Rudi Rhode studierte Sozialwissenschaften und Musik an der Universität Wuppertal. Von 1984 bis 1998 arbeitete er als Schauspieler und Pantomime am BASTA-Theater in Wuppertal. Im Rahmen dieser Tätigkeit hatte er auch internationale Auftritte in verschiedenen Ländern.
1996 machte er sich als Kommunikations- und Personal Trainer selbstständig. Er konzentriert sich dabei auf die Bereiche Wirtschaft und Politik sowie auf die Lehrerfortbildung. Über seine Arbeit wurde mehrfach im Fernsehen berichtet, so insbesondere im WDR und im ZDF. Für das Kulturmagazin Aspekte analysierte er die Körpersprache des US-Präsidentschaftskandidaten John Kerry. Als Experte für Körpersprache trat er außerdem unter anderem bei Planet Wissen, Planetopia, im ZDF-Morgenmagazin im Wirtschaftsmagazin BIZZ und im Deutschlandfunk auf. Lehraufträge und Gastseminare hatte er unter anderem an den Universitäten Augsburg, Bremen, Bielefeld, Göttingen und an der Universität der Wirtschaft.
Er schrieb bisher acht Bücher über die Themen Kommunikation, Konflikt und Körpersprache zusammen mit seiner Frau Mona Sabine Meis, Professorin für Kunst- und Kulturpädagogik an der Hochschule Niederrhein.

## Werke
- Angriff ist die schlechteste Verteidigung: Der Weg zur kooperativen Konfliktbewältigung. Zusammen mit Mona Sabine Meis und Ralf Bongartz. Paderborn: Junfermann Verlag 2003. ISBN 3-87387-542-X
- "Wortlos sprechen …" Machoverhalten und Duckmäusertum in der Körpersprache. Zusammen mit Mona Sabine Meis. Zürich: Oesch Verlag 2004. ISBN 978-3-0350-0027-6
- Wenn Nervensägen an unseren Nerven sägen. So lösen Sie Konflikte mit Kindern und Jugendlichen selbstsicher und souverän. Zusammen mit Mona Sabine Meis. München: Kösel-Verlag 2006. ISBN 978-3-466-30712-8
- Wer schreit hat schon verloren! Körpersprache meisterhaft beherrschen lernen. Zusammen mit Mona Sabine Meis. Zürich: Oesch Verlag 2007.
- Ich weiß, was ich will! Die Kunst, in heißen Konflikten einen kühlen Kopf zu bewahren. Zusammen mit Mona Sabine Meis. München: Kösel Verlag 2010. ISBN 978-3-466-30873-6
- Stopp – die Regel gilt!. Zusammen mit Mona Sabine Meis. Berlin: Cornelsen Verlag 2014. ISBN 978-3-589-00004-3
- Regelverstöße – stopp!. Wege zum sicheren Umgang. Zusammen mit Mona Sabine Meis. Berlin: Cornelsen Verlag 2014. ISBN 978-3-589-16378-6